# Tipula versicolor
Tipula versicolor är en tvåvingeart som först beskrevs av Gmelin 1790.  Tipula versicolor ingår i släktet Tipula, ordningen tvåvingar, klassen egentliga insekter, fylumet leddjur och riket djur. Inga underarter finns listade i Catalogue of Life.